# Sense paraules (pel·lícula de 1994)
 Sense paraules  (original: Speechless) és una pel·lícula estatunidenca dirigida per Ron Underwood estrenada el 1994 i doblada al català.

## Argument
Julia Mann (Davis) i Kevin Vallick (Keaton) són escriptors insomnes que s'enamoren, però seu affair entra en un bucle perquè tots dos estan escrivint discursos per a candidats rivals a Nou Mèxic. Julia està treballant pel candidat del  Partit demòcrata i Kevin pel del  Partit republicà.
La trama es complica amb l'exmuller de Kevin (Bedelia), que també treballa en la campanya Republicana, i "Mr. Flack Jacket", un locutor de la TV "Bagdad Bob" Freed (Reevs), el promès allunyat de Julia, que li va al darrere.

## Comentaris
Entretinguda comèdia romàntica de rivalitats professionals, tallada amb el patró de les clàssiques, aprofitant-se de la química entre la parella protagonista.

## Repartiment
- Geena Davis: Julia Mann
- Michael Keaton: Kevin Vallick
- Christopher Reeve: Bob 'Bagdad' Freed
- Bonnie Bedelia: Annette
- Ernie Hudson: Ventura
- Charles Martin Smith: Kratz
- Gailard Sartain: Cutler
- Ray Baker: Garvin
- Mitch Ryan: Wannamaker
- Willie Garson: Dick
- Paul Lazar: Harry
- Richard Poe: Tom
- Harry Shearer: Chuck
- Steven Wright: Eddie
- Jodi Carlisle: Doris Wind

## Rebuda
La pel·lícula va rebre sobretot crítiques negatives, amb un índex del 12% a Rotten Tomatoes.

## Premis i nominacions

### Nominacions
- 1995. Globus d'Or a la millor actriu musical o còmica per Geena Davis